# 依姫綺譚
『依姫綺譚』（よりひめきたん）は、江平洋巳による日本の漫画作品。『凛花』（小学館）にて初号（2007年6月発売）から14号（2011年10月発売）まで連載された。当初は読み切りの予定だった。単行本は全3巻。
副題に「BEFORE STORY OF "DREAM SCAPE"」とあり、『月刊フラワーズ』（同）でかつて連載されていた「ドリーム スケープ」は、本作の数十年後を舞台とした物語で、本作の依子の姪の孫が主人公である。

## あらすじ
未来を予知する力を持つ者が当主となり、求める者たちに未来を託宣することで繁栄を築いてきた山浦家。
幼い頃その力を発現して以来、屋敷の奥で幽閉同然の生活を送る、若き当主・依子。ある日、戦災孤児の十三と出会った依子は、この家から解放されたいと願うようになる。
そして、昭和22年。依子は十三と生活を共にし、「闇市の魔女」と呼ばれ、恐れられていた。

## 登場人物
山浦 依子（やまうら よりこ）
未来を夢に見る力を持つ。十三からは「お姫さん」（おひいさん）と呼ばれる。十三と出会うまでは、笑顔を見せたことがなかった。
十三（じゅうぞう）
戦争で母親を亡くした孤児。他の孤児たちのリーダー的存在。頭が回り、気も利くと、ヤクザからも一目置かれている。
成岡 静人（なるおか しずと）
かつて大陸で自分を裏切った三里に復讐したいから手を貸してほしいと依子を訪ねる。
三里 良太郎（みさと りょうたろう）
新帝国郵船の会長。

## 単行本収録作品
世界のはての町
月刊flowers2003年5月号掲載
音楽を愛する女子高生・良子。流行に流されるだけのクラスの女子に辟易し、唯一自分を分かってくれるのは、偶然知り合ったマシューだけだった。
僕らの王国
商業誌未発表作品
地元のフットボールクラブがプロリーグに上がることを夢見る少年・聡太。その夢を一蹴するのは、町の工場の経営者の娘・結実。毒舌で冷血だと噂される結実だが、男子の憧れの的でもあった。

## 書誌情報
- 江平洋巳 『依姫綺譚』 小学館〈フラワーコミックスα〉 全3巻
  1. 2008年08月08日発売、ISBN 978-4-09-131817-6
  2. 2010年11月10日発売、ISBN 978-4-09-133463-3
  3. 2012年01月10日発売、ISBN 978-4-09-134261-4